# Сапельняк Олександр Якович
Олекса́ндр Я́кович Сапельняк (18 травня 1952, Кривий Ріг, УРСР, СРСР) — радянський та український футболіст, тренер.

## Ігрова кар'єра
Кар'єру гравця Олександр Сапельняк розпочав у дублі «Динамо», після чого за кілька років перерви заграв за херсонський «Локомотив». Кілька разів ішов з херсонського клубу та повертався, встиг зіграти за одеський «Чорноморець», запорізький «Металург» та ізмаїльський «Бриз».

За «Чорноморець» (Одеса) зіграв два міжнародні матчі в Кубкові УЄФА сезону 1975/76:

17 вересня 1975 — «Чорноморець» (Одеса) — «Лаціо» (Рим, Італія) 1:0. Провів на полі 90 хв., отримав попередження;

1 жовтня 1975 — «Лаціо» (Рим, Італія) — «Чорноморець» (Одеса) 3:0 (дод. час). Провів на полі 55 хв., вийшовши на заміну.
Статистика гравця
| Сезон     | Клуб                 | Матчі | Голи |
| --------- | -------------------- | ----- | ---- |
| 1969      | Динамо-2 (Київ)      | ?     | ?    |
| 1973      | Локомотив (Херсон)   | 0     | 1    |
| 1974      | Локомотив (Херсон)   | ?     | ?    |
| 1975      | Чорноморець (Одеса)  | 16    | 0    |
| 1976      | Чорноморець (Одеса)  | 5     | 0    |
| 1977      | Металург (Запоріжжя) | ?     | ?    |
| 1977      | Кристал (Херсон)     | 39    | 4    |
| 1978      | Кристал (Херсон)     | 31    | 1    |
| 1979      | Кристал (Херсон)     | 41    | 6    |
| 1980      | Кристал (Херсон)     | 34    | 0    |
| 1981      | Кристал (Херсон)     | 22    | 1    |
| 1982      | Суворовець (Ізмаїл)  | ?     | ?    |
| 1983      | Кристал (Херсон)     | 41    | 2    |
| 1994-1995 | Водник (Херсон)      | 2     | 0    |

## Тренерська кар'єра
1987 року був призначений керівником команди «Кристал», наступного року став її тренером. Після невеликої перерви 1992 року повернувся на тренерський місток перейменованої команди (Водник (Херсон)) уже як головний тренер, але лише на сезон.

Від 2011 року як головний тренер очолює горностаївський клуб «Мир». Останнім часом у клубі перманентно виникають проблеми, які ставлять під питання існування клубу в подальшому.